# Humennîkî (Malîi Șpakiv), Rivne
Humennîkî (în ucraineană Гуменники) este un sat în comuna Malîi Șpakiv din raionul Rivne, regiunea Rivne, Ucraina.

## Demografie
Componența lingvistică a localității Humennîkî
     Ucraineană (97,14%)
     Rusă (2,86%)
Conform recensământului din 2001, majoritatea populației localității Humennîkî era vorbitoare de ucraineană (97,14%), existând în minoritate și vorbitori de rusă (2,86%).